# Gajim
Gajim 是一套採用Jabber通訊協定的自由的即時通訊軟體，採用GTK+套件編寫而成。它支持Linux，BSD及Windows平台。

## 使用
Gajim計劃的目標是提供一個完整及易用的XMPP/Jabber客戶端予GTK使用者。Gajim雖然可以在GNOME上完美地運行，但它不是一定要求GNOME作運行平台。

## 軟體特色
- 分頁聊天視窗

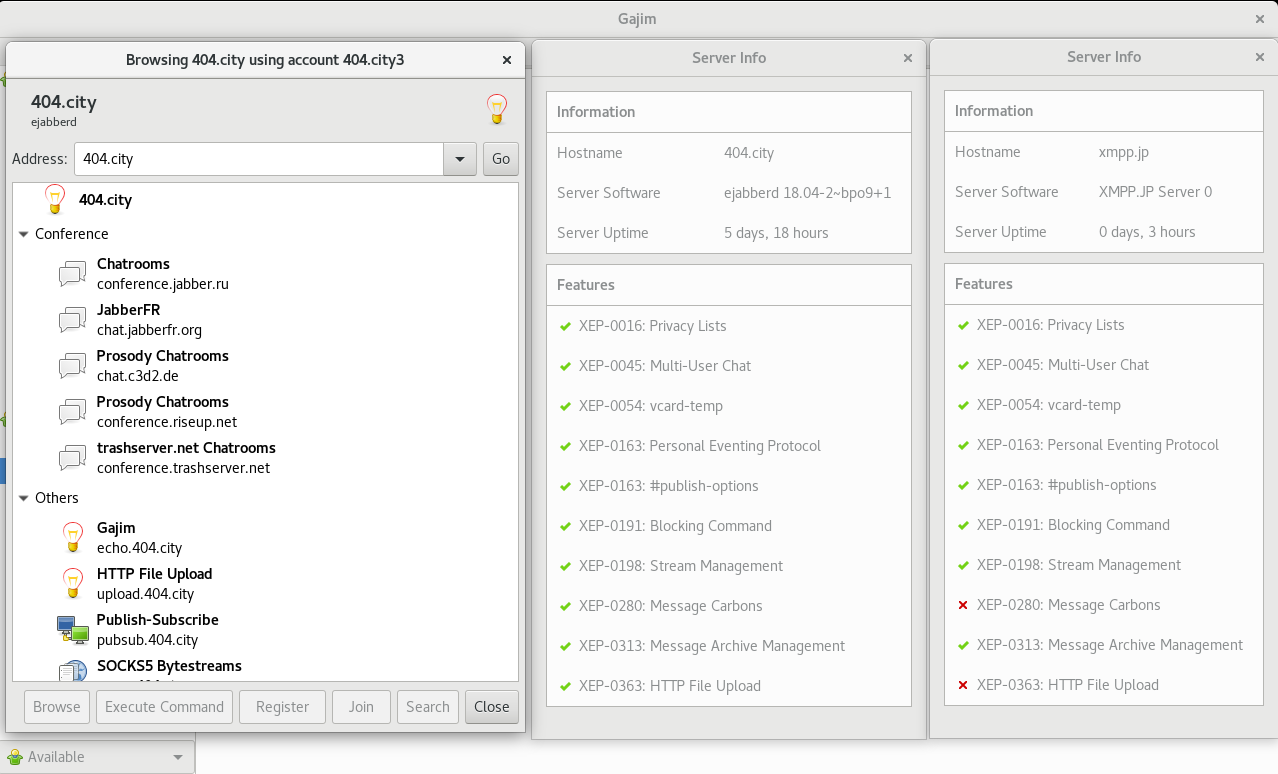
Gajim Discover Services 的截图。和的 Server Info。

- 支持小組討論 (with MUC protocol)
- 表情圖案，個人頭像，檔案傳輸，書籤
- 拼字檢測
- 支持TLS及OpenPGP（並支持SSL加密）
- 支持在維基百科，字典及搜尋引擎作出搜索
- 支持同時使用多個帳號
- 相容D-BUS
- XML命令列
- OMEMO
- HTTP file upload

Gajim具有多國語言的使用者介面，已經包括中文

## 網路特色
因為Jabber容許連結至其他服務，因此，Gajim亦能連結至 Yahoo! Messenger，AIM，ICQ及.NET Messenger Service網路。其他可使用此通訊閘道的服務，如RSS及ATOM即時新聞更新， SMS短訊及天氣預報。詳情請參看Jabber。

## 參看條目
- 即時通訊軟體列表
- 即時通訊軟體比較

## 外部連結
- 官方网站